# Verbal Assault
Verbal Assault — американская хардкор-панк-группа, созданная в Ньюпорте в 1983 году.

## История
Ещё до выступлений на крупных площадках Verbal Assault показал себя на хардкорной музыкальной сцене.
В 1983 году группа выступила в ряде клубов, в том числе и The Living Room в Провиденсе, который уже закрыт. Происходило это вместе с группой Circle Jerks.
Это было ещё до выступлений в Бостоне и Нью-Йорке, до поездки в Колумбию и турне по Европе.
В 1986 году Иэн Маккей выпустил их EP «Learn», после чего они гастролировали вместе с коллективом 7 Seconds.
Осенью 1987 года они записали первый и единственный альбом «Trial» и этой же зимой поехали в тур с группой Agnostic Front.
В 1991 году Verbal Assault ушёл в прошлое.
После распада Даррен Мок в 1992 году основал лейбл Drunken Fish Records.

## Дискография

### Студийные альбомы
| Год  | Заголовок | Лейбл                                    | Формат            | Дополнительная информация |
| ---- | --------- | ---------------------------------------- | ----------------- | ------------------------- |
| 1987 | Trial     | Giant Records, Atomic Action!, Konkurrel | LP/CD/TP/RE/RP/RM | Первый и последний альбом |

### Демо
| Год  | Заголовок           | Лейбл        | Формат                |
| ---- | ------------------- | ------------ | --------------------- |
| 1984 | Verbal Assault Demo | Not on label | Кассета, Single Sided |
| 1985 | The Masses          | Not on label | Кассета               |

### EP's
| Год  | Заголовок | Лейбл                | Формат    |
| ---- | --------- | -------------------- | --------- |
| 1986 | Learn     | Positive Force Label | TP/RP     |
| 1989 | On        | Groove               | Кассета   |
| 1992 | Exit      | Konkurrel            | Пластинка |

### Single
| Год  | Заголовок  | Лейбл         | Формат    |
| ---- | ---------- | ------------- | --------- |
| 1988 | Tiny Giant | Giant Records | Пластинка |